# Albizia antunesiana
Albizia antunesiana är en ärtväxtart som beskrevs av Hermann August Theodor Harms. Albizia antunesiana ingår i släktet Albizia och familjen ärtväxter. Inga underarter finns listade i Catalogue of Life.